# Faszyzm włoski

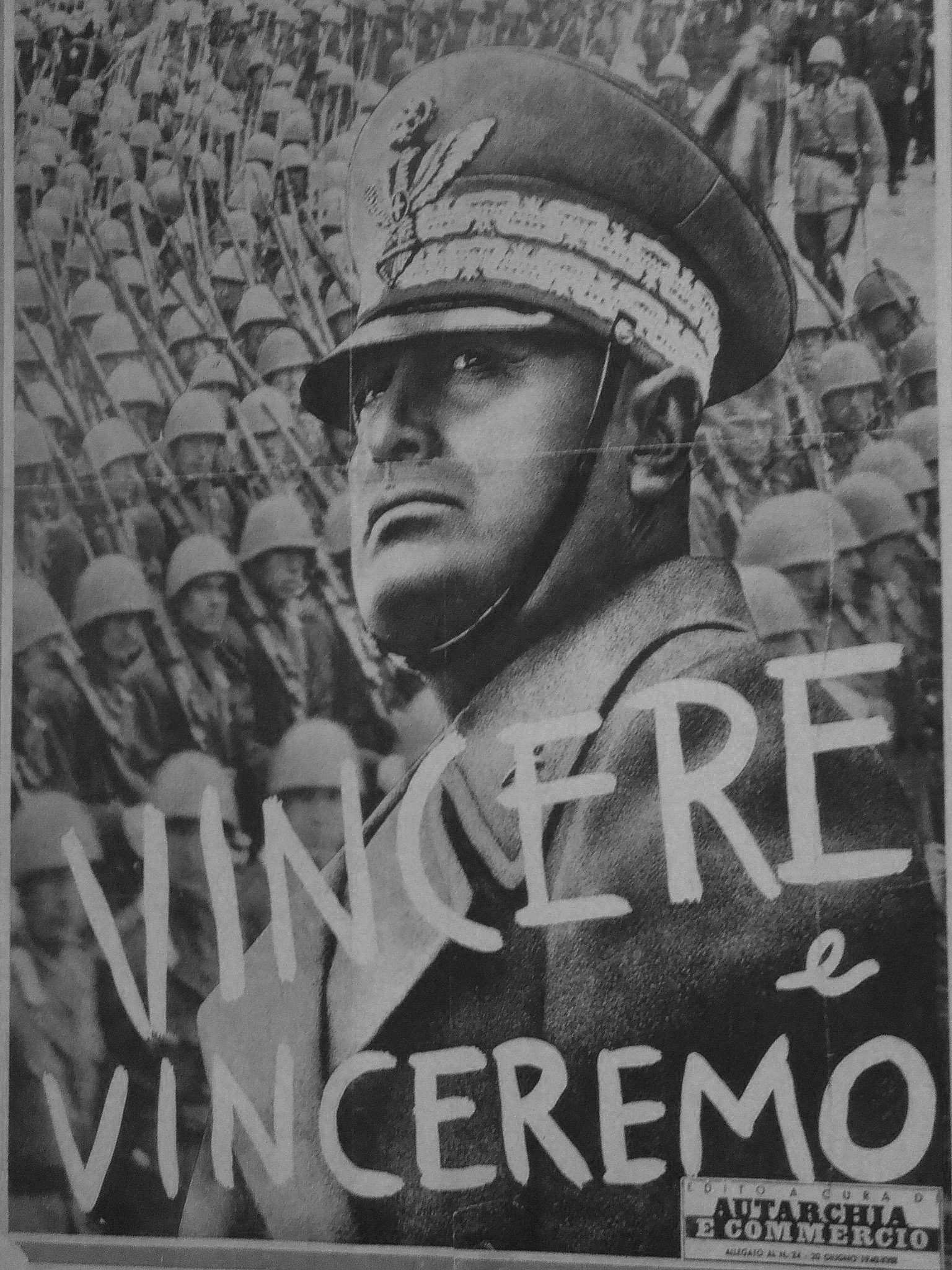
Włoski plakat propagandowy ukazujący Benito Mussoliniego w roli wodza (duce)

Faszyzm włoski (wł. fascismo) – włoska, a zarazem pierwotna odmiana faszyzmu powstała w okresie międzywojennym. Ruch polityczny pod przywództwem Benito Mussoliniego sprawujący władzę totalitarną w Królestwie Włoch w latach 1922–1943.
Podobne ruchy, takie jak nazizm, rozprzestrzeniały się w całej Europie i Ameryce Łacińskiej pomiędzy pierwszą a II wojną światową. Sądzi się, że faszyzm włoski był wzorem dla innych jego form, choć kwestią dyskusyjną jest jakie aspekty jego struktury, taktyki, kultury i ideologii można uznać za niezbędne minimum dla uznania danego ruchu za faszystowski. Główny nurt światowej historiografii klasyfikuje faszyzm jako zjawisko sytuujące się na skrajnej prawicy.

## Kształtowanie się ruchu
Faszystowska koncepcja korporacjonizmu, a zwłaszcza jego idei współpracy klasowej oraz ekonomicznych i społecznych stosunków jest bardzo podobna do modelu leżącego u podstaw encykliki papieża Leona XIII – Rerum Novarum z 1892 roku. Encyklika odpowiadała na problemy powstałe w wyniku zmian, które zaszły na skutek m.in. rewolucji przemysłowej. Dokument ten krytykuje kapitalizm, potępia wykorzystywanie mas robotniczych przez produkcję przemysłową. Jednakże występuje tam także ostra krytyka pod adresem marksistowskiej koncepcji walki klas i socjalistycznego rozwiązania problemu eksploatacji robotników (eliminacja bądź przynajmniej ograniczenie prywatnej własności). Rerum Novarum opowiada się za utrzymywaniem silnego rządu, będącego w stanie podjąć się zadania ochrony obywateli przed eksploatacją, ale podtrzymującego własność prywatną i odrzucającego socjalizm. Encyklika poleca także katolikom realizowanie ideałów sprawiedliwości społecznej we własnym życiu.
Chcąc zastąpić czymś marksistowską doktrynę walki klas, Rerum Novarum proponuje ideę społecznej solidarności pomiędzy wyższymi a niższymi klasami. Przypomina to alegorię państwa jako ciała posiadającego „jeden umysł” – takie przedstawienie wywarło spory wpływ na poglądy wczesnych faszystów w krajach katolickich. Encyklika wskazuje także na to, iż państwo ma prawo tłumić strajki pracownicze dla dobra ogółu. Rerum Novarum proponuje także wprowadzenie rodzaju korporacjonizmu, przypominającego średniowieczny system gildii i cechów. Zostało to wykorzystane także przez ideologów brazylijskiego integralizmu. Dokument przestrzega także przed „burzycielską naturą” marksizmu i liberalizmu. Idee i pomysły rozwijane w Rerum Novarum mogą być także odnalezione w ideologii faszyzmu stworzonej przez Mussoliniego. Należy jednak zauważyć, iż dokument kościelny zawiera również stwierdzenia następujące: „członkowie klas pracujących są obywatelami z natury i tego samego prawa co bogaci” czy też „Państwo musi z urzędu chronić prawa naturalne, nie niszczyć je; i jeśli zabrania obywatelom tworzyć stowarzyszenia, zaprzecza przesłankom własnego istnienia”. To nie pasowało do włoskiego faszyzmu.
Na poglądy faszystów silnie wpłynął Charles Maurras, lider reakcyjnego ugrupowania Akcja Francuska. Akcja łączyła poglądy nacjonalistyczne, klerykalne i monarchistyczne. Maurras i Akcja Francuska głosiła poglądy nacjonalistyczno-integralne, Maurras uważał, że jedność narodu zapewnić może tylko postać silnego monarchy a demokracja jest mistyfikacją woli ludu, która razem tworzy bezosobowy podmiot zbiorowy. W filozofii nacjonalistów integralnych monarcha miał uosabiać zjednoczenie narodu i suwerenność. Idea ta została wyidealizowana i pozbawiona skrajnie reakcyjnych poglądów monarchistyczna, przez ruch faszystowski. Na metody ruchu faszystowskiego, a w szczególności użycie siły w polityce wpłynął Georges Sorel. W pracy The Illusions of Progress (Iluzja Postępu) potępił demokratyzm, a po strajku generalnym we Francji w 1909 roku on i jego zwolennicy w nurcie syndykalistycznych, opuścili pozycję lewicowe, przechodząc na pozycje skrajnie prawicowe. W 1910 Sorel oficjalnie ogłosił swoje odejście od socjalizmu, a w 1914 roku ogłosił, że socjalizm jest martwy a rozkład marksizmu już nastąpił. Na początku 1910 roku stał się zwolennikiem filozofii Charles’a Maurras’a. Sorel i jego grupa łączyła poglądy narodowego syndykalizmu z francuskim patriotyzmem i wojującym katolicyzm. Późniejsi faszyści łączyli antydemokratyczne poglądy Maurras’a i Sorela.
Włoski polityk skrajnej prawicy Enrico Corradini połączył nacjonalistyczno-monarchistyczne idee Maurras’a z narodowym syndykalizmem i wojującym katolicyzmem Sorela. Corradini w 1910 roku założył skrajnie prawicową partię, Zrzeszenie Włoskich Nacjonalistów. Działacze organizacji uważali że należy utworzyć ruch narodowych syndykalistów na czele z elitarną arystokracją i przedstawicielami antydemokratyzmu. ZWM popierał imperializm jako tendencje przeciwko Francji i Wielkiej Brytanii. Partia uważała, że kryzys i zacofanie gospodarcze państwa włoskiego spowodowane jest korupcją polityków, liberalizmem i podziałami wywołanymi przez socjalizm. W tym duchu partii udało się zdobyć poparcie głównie wśród kręgów przedsiębiorców, katolików i konserwatystów. Zrzeszenie odrzucało wszystkie ideologie które uznało za burżuazyjne a zaliczała do takowych ideologii; liberalizm, marksizm, demokratyzm, pacyfizm, internacjonalizm. Jako przeciwieństwo tych ideologii uważano promowane przez partię; heroizm, witalizm i przemoc. Liberalna demokracja miała nie być zgodna z zasadami kierującymi światem (ciągłą walkę między narodami) który zdaniem nacjonalistów włoskich potrzebował budowy silnego państwa imperialistycznego.
Faszyzm włoski czerpał także z tzw. Carta del Camaro, dokumentu autorstwa Gabriele D’Annunzio. Miał on charakter pseudokonstytucji, jaką wprowadził ów poeta i dramaturg po zdobyciu przez niego na czele grupy swoich zwolenników miasta Fiume (dziś Rijeka). Gabriele D’Annunzio w spornym między Jugosławią a Włochami regionie Fiume, powołał quasi-państwo Regencji Carnaro, a w 1920 roku Karty Carnaro mającą być konstytucją kraju. karta postulowała m.in. korporacjonizm. Wielu ówczesnych faszystów uznawało kartę za idealną konstytucję Włoch. Konflikt między Regencją Carno a Jugosławią doprowadził do agresywnej polityki faszystów włoskich względem Słowian południowych, zwłaszcza Słoweńców i Chorwatów.

## Doktryna

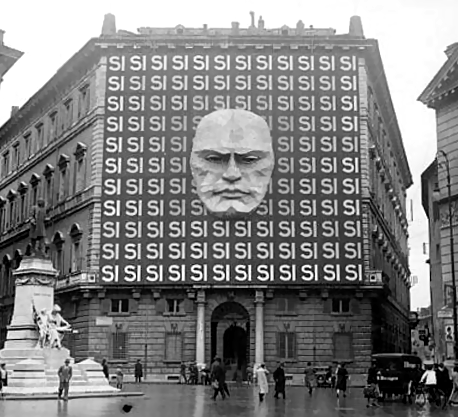
Słynny plakat wyborczy z 1934 roku, przedstawiający twarz Mussoliniego na tle powtarzającego się słowa „SI” („TAK”)

Faszyzm we Włoszech łączył w sobie elementy korporacjonizmu, totalitaryzmu, nacjonalizmu, militaryzmu i antykomunizmu. W artykule pochodzącym z Enciclopedia Italiana wydanej w 1932 roku, autorstwa Giovanni Gentilego, faszyzm jest opisywany jako system, w którym „Państwo nie jest tylko władzą, która rządzi i kształtuje indywidualne wole za pomocą praw i wartości życia duchowego, ale jest także siłą, której wola dominuje także za granicą... Dla faszystów wszystko jest w Państwie i żadne indywiduum ani grupa nie może być poza państwem... Dla Faszyzmu, Państwo jest absolutne, natomiast indywidua czy grupy są tylko relatywne... Liberalizm odrzucił państwo w imię indywidualizmu; Faszyzm zapewnił prawo Państwa wyrażającego prawdziwą esencję indywiduum.”
Gentile opisywał także inne polityczne i społeczne doktryny jego czasów, ukazując faszyzm jako: „śmiałą negację doktryny mającej za podstawę tak zwany naukowy i marksistowski socjalizm” i jako odrzucający (w demokracji) „absurd konwencjonalnego kłamstwa politycznego egalitaryzmu, nawyk zbiorowej nieodpowiedzialności, mit szczęścia i nieskończonego postępu”. Stwierdzał także: „Faszyzm jest z całą pewnością absolutnie przeciwny doktrynom liberalizmu, zarówno w politycznej, jak i ekonomicznej sferze... Podstawy Państwa Faszystowskiego to twierdzenie, iż może ono rządzić na polu ekonomicznym nie mniej niż na innych; sprawia ono iż jego działania odczuwane są wzdłuż i wszerz kraju za pomocą jego korporacyjnych, społecznych i edukacyjnych instytucji, a wszystkie polityczne, ekonomiczne i duchowe siły narodu, zorganizowane w ich poszczególne stowarzyszenia, cyrkulują w Państwie.” Innym centralnym motywem we włoskim faszyzmie była walka przeciwko temu, co określił jako korupcyjną „plutokrację” tamtych czasów, mając na myśli przede wszystkim stosunki we Francji i Wielkiej Brytanii.
Faszyści włoscy określali swoją ideologie jako prawicową. W sferach gospodarczych faszyzm oficjalnie wprowadzał korporacjonizm, w pierwszych latach dominowały jednak tendencje liberalne. Wielu faszystów powoływało się na gospodarkę rynkową. Sam Benito Mussolini odwoływał się wielokrotnie do kapitalizmu i leseferyzmu.
Faszyzm włoski podkreślał rolę rodziny, faszyści realizowali politykę „higieny moralnej”, zdaniem faszystów okres fizycznej młodzieńczości jest też okresem rozwoju moralnego. Ze względu na częste odwołania do młodości hymnem włoskiego faszyzmu stała się pieśń Giovinezza (młodość). Państwo potępiało zachowania seksualne, które zostały uznane przez faszystów za dewiację. Do dewiacji zaliczano pornografię, większość form kontroli urodzeń czy antykoncepcji (poza prezerwatywami), homoseksualizm oraz prostytucję. Choć istniały prawa regulujące te kwestie z powodu wielu błędów, państwo często musiało na nie przymykać oko. Wśród faszystów włoskich panowało przekonanie, że promocja wśród młodych mężczyzn zachowań seksualnych prowadzi do wzrostu przestępczości. Homoseksualizm traktowany był jako choroba społeczna. Państwo starało się eliminować postawy uznane za dewiacje i promować zachowania, które uznane były przez nią za normy. Według Mussoliniego rola kobiet sprowadzać się miała do roli rodzicielek, mężczyzn natomiast do bycia wojownikami. Mussolini stwierdził że: wojna jest dla mężczyzn, a macierzyństwo dla kobiet. Rząd wspierał finansowo rodziny wielodzietne i dążył do zmniejszenia liczby kobiet pracujących które miały stać się „reproduktorkami narodu”.

### Kwestia rasizmu
Jak kwestia rasowa zajmowała nadrzędną pozycję w ideologii nazistowskiej, a także wyznaczała kierunek polityki III Rzeszy, tak włoscy faszyści odrzucali rasizm biologiczny dążąc do budowy nowego Imperium Włoskiego w myśl nawiązującą do spuścizny Imperium Romanum („Senat i lud rzymski”). Faszystowska wizja budowy nowego imperium zaczynała się od kroku „unifikacji wszystkich Włochów” w myśl wcześniejszego ruchu irredentismo. Po dojściu Hitlera do władzy zaczęto wydawać coraz więcej ustaw rasowych.
W czasie przemówienia 20 września 1920 roku Mussolini nazwał Słowian barbarzyńcami, a w kontekście terenów spornych z Jugosławią stwierdził, że należy wymienić 50 000 barbarzyńców zamieszkujących te rejony na 50 000 Włochów. W okresie rządów faszyści niemal całkowicie zniszczyli wszystkie słoweńskie organizacje kulturalne. Rząd prowadził politykę italianizacji, w odpowiedzi na represje w 1927 roku grupa słoweńskich działaczy założyła TIGR (skróty od nazw Trst, Istra, Gorica i Reka). Organizacja dążyła do wyzwolenia Słoweńców i zniszczenia reżimu faszystowskiego, została jednak rozbita przez tajną policję w 1941 roku, a część jej działaczy przeszła do słoweńskiej partyzantki. Minister spraw zagranicznych w rządzie Mussoliniego, Galeazzo Ciano, opisał spotkanie z sekretarzem generalnym partii faszystowskiej który chciał eksterminować wszystkich Słoweńców. W rejonie Lublany doszło do deportacji 25 000 osób, czyli 7,5% ogólnej populacji. Deportowani Słoweńcy trafili do włoskich obozów koncentracyjnych na wyspie Rab, w Gonars, Monigo, Renicci d’Anghiari, Chiesanuova i innych. Do kolejnych zbrodni na Słoweńcach doszło w okresie walk z Frontem Wyzwolenia Ludu Słoweńskiego. Włoski generał Mario Roatta jest odpowiedzialny za represje na ludności cywilnej słoweńskiej i zbrodnie wojenne w prowincji Lublana w okresie kiedy był dowódcą 2 Armii Włoskiej. 25 lutego 1942 roku zaledwie dwa dni po założeniu obozu koncentracyjnego w Gonars przybył do niego pierwszy transport 5343 więźniów (w tym 1643 dzieci), więźniowie pochodzili z przeludnionych w tym czasie obozów koncentracyjnych Rab i Monigo. Przemoc wobec ludności cywilnej słoweńskiego wzorowana była na polityce hitlerowców. Generał Mario Roatta wydał specjalne instrukcję w których domagał się od żołnierzy aby przeprowadzali czystki najbardziej energicznie i bez fałszywego współczucia. Jeden z żołnierzy Roatty w liście do domu z 1 lipca 1942 roku pisał: Mamy zabić wszystkich, od góry do dołu, nie szczędząc niewinnych. Co noc zabijamy całe rodzinny (...). Po wojnie generał Roatta znalazł się na liście najbardziej poszukiwanych włoskich zbrodniarzy wojennych, poszukiwany był przez rząd Jugosławii i innych państw, nigdy jednak nie został osądzony ze względu na to że wraz z początkiem zimnej wojny, rząd brytyjski widział pośród części zbrodniarzy wojennych gwarancję antykomunistycznej drogi powojennych Włoch.
W 1919 roku Mussolini w swoim przemówieniu dotyczącym Rosji Radzieckiej stwierdził, że za rewolucję rosyjską odpowiedzialni są żydowscy bankierzy z Londynu i Nowego Jorku, a 80% przywódców radzieckich to Żydzi. W 1934 roku odbył się Faszystowski Kongres Międzynarodowy dotyczący Żydów, na którym zebrali się przedstawiciele różnych ugrupowań faszystowskich. W deklaracji końcowej stwierdzono m.in., że Żydzi uprawiają okultyzm, próbują doprowadzić do rewolucji międzynarodowej, zwalczają idee patriotyczne i cywilizację chrześcijańską.
W czasie przemówienia w Bolonii w 1921 roku Mussolini określił Włochów jako przedstawicieli rasy aryjskiej i śródziemnomorskiej. Mussolini zaniepokojony był niskim wskaźnikiem urodzeń białych na świecie. Gdy w 1928 roku odnotowano wysoki wskaźnik urodzeń wśród czarnych w Stanach Zjednoczonych, a ludność czarnoskóra zaczęła przeważać w niektórych miejscach, np. w nowojorskim Harlemie, Mussolini uznał, że wynika to z wyższej świadomości rasowej czarnoskórych. Temat ten powrócił w okresie lat wielkiego kryzysu, Mussolini uznał, że trend ten można zatrzymać poprzez eugenikę i wspieranie przyrostu naturalnego białych. W 1932 roku ukazała się „Doktryna faszyzmu” Mussoliniego. Il Duce pisał w niej na temat ras: „Nie rasa, ani geograficznie określony region, ale to ludzie historycznie zachowywali własne istnienie; wielu różnych zjednoczonych w idei i napojonych wolą życia, wolą siły, samoświadomości, charakteru.” Kiedy w 1933 roku, niemiecko-żydowski reporter, Emil Ludwig, zapytał Mussoliniego o jego pogląd na kwestie rasy, il Duce odpowiedział: „Rasa? To jest uczucie, a nie rzeczywistość: dziewięćdziesiąt-pięć procent, co najmniej, to uczucie. Nic mnie nigdy nie przekona do tego, że czyste biologicznie rasy nadal istnieją. Wystarczająco zabawne, nikt kto głosił „szlachetność” rasy Teutońskiej nie był sam Teutonem. Gobineau był Francuzem, Chamberlain, Anglikiem; Woltmann, Żydem; Lapouge, kolejny Francuz. (...) Duma narodowa nie potrzebuje lekarstwa w kwestiach rasy.” Podczas przemowy w 1934 roku do tysięcy Włochów w Bari, Mussolini stwierdził na temat niemieckiego rasizmu (była to także odpowiedź na obwieszczenie wyników badań eugeniki nazistowskiej, po których stwierdzono, że „Włosi są rasą pół-negroidalną”): „Trzydzieści wieków historii pozwala nam patrzeć z wielką żałością na niektóre doktryny, które są wykładane za Alpami przez tych, których przodkowie byli analfabetami kiedy Rzym miał Cezara, Wergiliusza i Augusta.”.
Sytuacja Żydów Włoskich pod rządami Mussoliniego zmieniała się stopniowo od wzrostu negatywnych wpływów Hitlera na politykę i poglądy osobiste il Duce. Do późnych lat 30. dwudziestego wieku, mniejszość Żydowska we Włoszech nie miała się czego obawiać; słowami Mussoliniego: „Żydzi Włoscy żyją tu od czasów Królów Rzymu” (odniesienie do Benè Romì), a także iż owi [Żydzi – przyp.] „powinni pozostać nienaruszeni”. Także Włosi pochodzenia żydowskiego byli członkami Partii Faszystowskiej a kilku zajmowało prominentne pozycje w rządzie Mussoliniego jak np. minister Ettore Ovazza, który w 1935 roku ufundował gazetę dla faszystowskich Żydów La Nostra Bandiera.
Pod koniec lat 30. pod wpływem Niemiec nazistowskich faszyzm został uzupełniony o ideę antysemicką i rasistowską. Nowe koncepcje zostały przeszczepione na grunt włoski za sprawą „Manifestu Rasy” („Manifesto della razza”) z 14 lipca 1938 r. Wynikało z niego, czysto biologiczne pojęcie rasy, jako tworu pozareligijnego i pozafilozoficznego. W związku z tym Włosi różnią się od innych narodów nie tylko językiem, kulturą, historią, ale także wyglądem i przynależnością do rasy aryjskiej o cechach nordyckich. Dokument (będący praktycznie kopią Ustaw norymberskich) podkreślał odróżnienie Europejczyków zachodnich od wschodnich oraz Afrykanów i Żydów, którzy tworzą ludność niezasymilowaną pochodzenia pozaeuropejskiego. Włoscy Żydzi zostali pozbawieni obywatelstwa, a także zabroniono im pełnić ważnych funkcji państwowych. Teoria rasistowska była wyraźną ingerencją nazizmu w doktrynę faszystowską gdzie owa ingerencja spotkała się z wielkim rozczarowaniem i żalem pośród większości włoskiego społeczeństwa, a także samych faszystów, stan sytuacji oddaje list wysłany przez papieża Piusa XII do Mussoliniego (w którym to papież protestuje przeciwko nowo wprowadzonym prawom rasowym). Według Galeazzo Ciano sam il Duce w sierpniu 1939 przyznał: „Zdaję sobie sprawę i wszyscy to mi mówią, że nasz kraj nie chce mieć nic wspólnego z Niemcami.”

## Droga do władzy

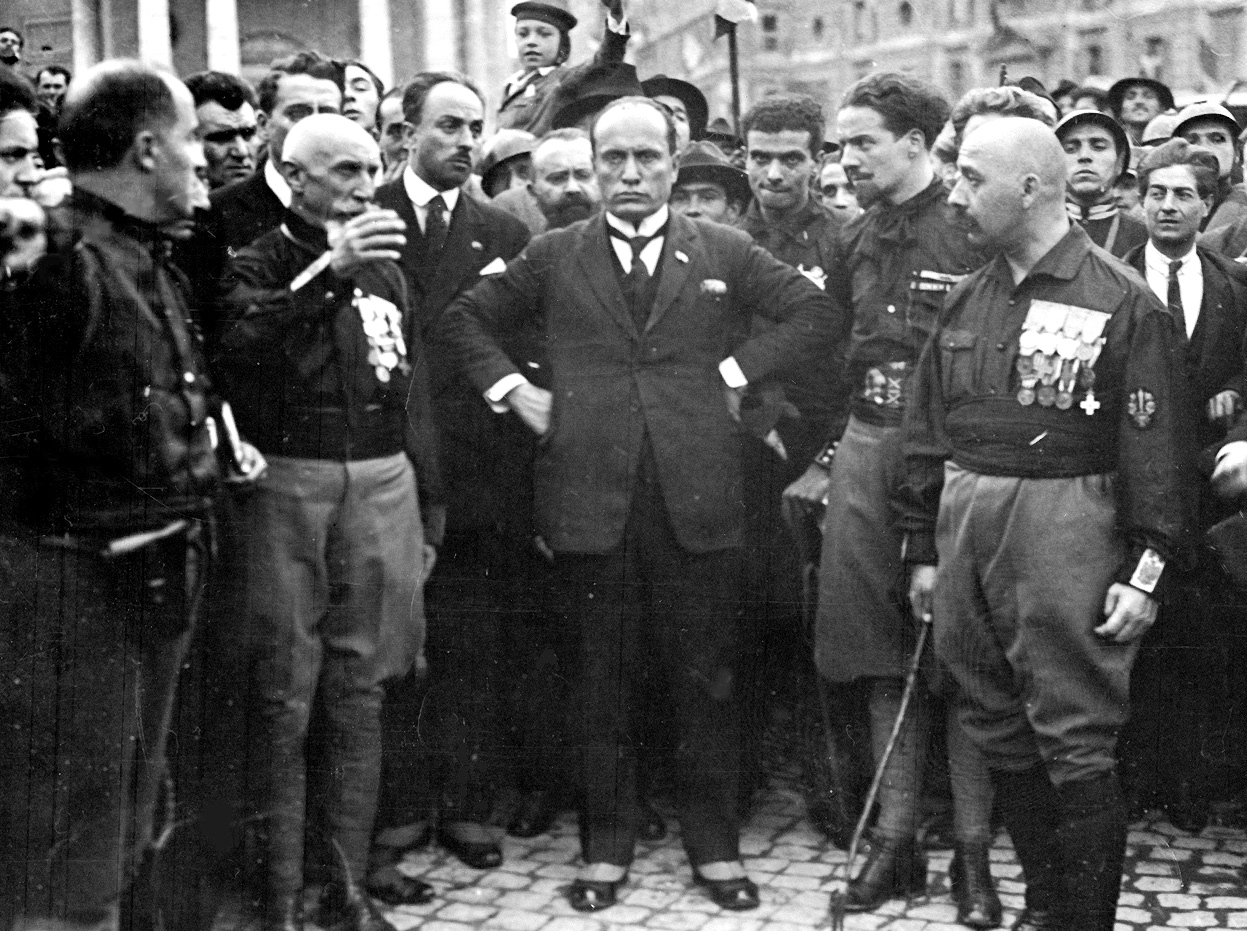
Uczestnicy Marszu na Rzym: Emilio De Bono, Benito Mussolini, Italo Balbo i Cesare Maria de Vecchi

Do przyczyn włoskiego faszyzmu zalicza się: zwiększenie liczby bezrobotnych; obniżenie, w porównaniu z 1915 rokiem, poziomu życia; niezadowolenie z postanowień traktatu z Wersalu; tworzenie, przez kombatantów, związków zwanych fasci; osłabienie ruchu robotniczego (konflikt między rewolucjonistami a reformistami); dezorientacja bezrobotnych i ich podatność na propagandę faszystowską; krytyczna sytuacja gospodarcza kraju; tęsknota za personalizacją władzy i kryzys państwa liberalnego; trudności byłych żołnierzy w przystosowaniu się do życia powojennego; kapitał od najbogatszych firm i osób we Włoszech, które sądziły, iż faszyzm nie będzie takim zagrożeniem jak komunizm.
Jedną z przyczyn powstania faszyzmu była polaryzacja społeczeństwa włoskiego. Po wybuchu wojny światowej społeczeństwo włoskie zostało silnie podzielone, Włoska Partia Socjalistyczna stała na pozycjach internacjonalistycznych przeciwnych wojnie. Wojnę poparli najbardziej radykalni syndykaliści którzy uważali że włoska interwencja jest skierowana przeciwko niemieckim i austro-węgierskim reakcjonistom a taka interwencja służy sprawom socjalizmu. Nacjonaliści z liderem Corradinim zgodnie z nacjonalistycznymi poglądami uważali że wojna jest to konflikt między Niemcami a Włochami w którym Włosi muszą pokonać Niemców. Nacjonaliści z Angelo Oliviero Olivettim będącym zwolennikiem udziału Włoch w wojnie, w październiku 1914 roku utworzył Związek Działań Międzynarodowych, który domagał się interwencjonizmu, tzn. zaangażowania Włoch w wojnę. W tym samym czasie Benito Mussolini został pozbawiony funkcji redaktora naczelnego pisma socjalistów, Avanti!. Przyczyną odwołania Mussoliniego było jego poparcie dla wojny po stronie Ententy. Mussolini za agitację na rzecz udziału w wojnie otrzymywał opłaty od rządu Francji. W 1915 użyto pierwszy raz terminu „faszyzm”, powstała wówczas nacjonalistyczna i prowojenna organizacja lewicowa Fasci Rivoluzionari d’Azione Interventista (Rewolucyjne Związki Akcji Interwencyjnej). Działalność Mussoliniego doprowadziła do dalszej polaryzacji społeczeństwa. Oskarżał on lewicę o stanowisko dogmatyczne, wytykał socjalistom związki z marksizmem który według Mussoliniego był przestarzały. Próby zorganizowanie wokół FRAI szerszego ruchu nie skutkowały ze względu na ciągłe starcia z socjalistami i nękania ze strony rządu. Faszyści jeszcze w czasie wojny ścierali się z socjalistami.
Po I wojnie światowej Włochy przeżywały okres permanentnego kryzysu. Na froncie poległo 600 tys. obywateli. Kraj wyszedł z wojny biedny i zadłużony. Dramatyczną sytuację pogłębił dodatkowo fakt demobilizacji armii. Powracający do nędzy swych gospodarstw chłopi oraz oficerowie i żołnierze ze środowisk miejskich mogący liczyć na niepewną pensję w lirach stawali się łatwym łupem dla demagogicznej propagandy. Na kształtowanie się faszyzmu wpłynęło kilka zjawisk. Faszyści uznali mobilizację społeczeństwa do wojny za ujawnienie się możliwości mobilizacji ludności cywilnej w wojnę w której według faszystów uczestniczyć miało całe społeczeństwo. Faszyści uznali to że zdolność ta obala to co określali za; erę liberalizmu i mit postępu. Rewolucja rosyjska ukazała faszystom możliwość przejęcia władzy, choć Mussolini początkowo poparł rewolucję zmienił nastawienie po przewrocie bolszewickim i przejęciu władzy przez ich lidera, Włodzimierza Lenina. Po rewolucji, już po zakończeniu wojny, faszyści prowadzili swoją antymarksistowską kampanię, faszyzm przedstawiany był przez jego ideologów jako antymarksizm i przeciwieństwo lewicowej ideologii.
Państwo stanęło na progu rewolucji społecznej. Wiosną 1919 roku północne Włochy ogarnęła fala strajków. Strajkowały fabryki, usługi publiczne, koleje, poczta i telegraf. Ostatecznie robotnicy wywalczyli ośmiogodzinny dzień pracy i poprawę płac. W prowincji Emilia powracający z wojny wieśniacy zajmowali ziemie obszarników wymuszając legalizację. W czerwcu 1919 kraj ogarnęły rozruchy antydrożyżniane. W lipcu 1919 doszło do strajku powszechnego na znak solidarności z Rosją. W zakładach przemysłowych północnych Włoch robotnicy dążyli do zakładania rad pracowniczych (np. w Turynie w fabryce Fiata). Nastroje rewolucyjne podtrzymywała nowa prasa redagowana przez środowiska komunistyczne (tygodnik „Ordine Nuovo” („Nowy Ład”) z Antonio Gramscim, Angelo Tasca, Palmiro Togliatti). Sytuacja zaostrzyła się w związku z kryzysem ekonomicznym z lat 1920–1921 oraz bankructwem Banca Disconto. Wzrost bezrobocia otwierał szansę dla agitacji komunistycznej. W styczniu 1921 roku powstaje Włoska Partia Komunistyczna. Kolejne gabinety rządowe nie mogąc stworzyć stabilnej większości parlamentarnej zmieniają się i nie są w stanie rozwiązać narastających problemów.
Wielu historyków twierdzi, iż spotkanie, które odbyło się 23 marca 1919 roku na mediolańskim Piazza San Sepolcro było historycznym momentem narodzin ruchu faszystowskiego. Jednakże oznaczałoby to, iż faszyzm włoski „pojawił się znikąd”, co jest niewątpliwie fałszem. Mussolini wznowił działalność swojej poprzedniej grupy, Fasci d’Azione rivoluzionaria, w celu wzięcia udziału w wyborach 1919 roku. Chciał przez to odpowiedzieć na zwiększającą się aktywność komunistów w Mediolanie. Efektem tego było późniejsze powstanie Fasci di Combattimenti, a rezultatem wspomnianego powyżej spotkania – powstanie faszyzmu jako zorganizowanego politycznego ruchu. Pomiędzy członkami-założycielami byli rewolucyjni syndykalistyczni przywódcy tacy jak Agostino Lanzillo i Michele Bianchi. W 1919 roku udało się zjednoczyć faszystów tworząc Związki Kombatanckie, na czele ruchu stanął Mussolini, zgodnie z założeniami ruch powstał aby walczyć z socjalizmem. Mussolini twierdził, że wypowiedział socjalistom wojny ze względu na to że potępiają oni nacjonalizm. W Manifeście Faszystowskim powstałym w 1919 roku, faszyści przedstawili część postulatów; chęć budowy korporacjonizmu i populistyczne reformy, utworzenie bojówek, nacjonalizację zbrojeniówki, agresywną politykę zagraniczną, wprowadzenia: republiki, rozdziału państwa od kościoła, armii narodowej, opodatkowania progresywnego dla majątku dziedzicznego, kooperatyw lub gildii mających zastąpić związki zawodowe. Gdy ruch ewoluował, niektóre z postulatów zostały odrzucone. W 1919 roku Benito Mussolini założył w Mediolanie przy ulicy Paolo da Cannobio nacjonalistyczną gazetę „Il Popolo d’Italia”. Głosił w niej hasła walki z traktatem wersalskim i ruchem rewolucyjnym. Nawoływał też, by uczcić pamięć 600 tys. poległych w wojnie Włochów i przeciwstawiać się upokarzaniu narodu. Gazeta udzielała wsparcia finansowego bezrobotnym i kombatantom.
Niezadowolonych z sytuacji we Włoszech żołnierzy skupiały organizacje kombatanckie. 23 marca 1919 roku Mussolini utworzył Fascio Italiana di Combattimento (Związek Kombatantów Włoskich). W zebraniu założycielskim wzięto udział 145 osób. Jednak szeregi organizacji szybko rosły. Czarne koszule i elementy wojskowego rynsztunku (pasy z koalicyjkami, długie buty) miały dla wielu swoisty urok. Kombatanci od razu zaczęli tworzyć bojówki i od jesieni 1919 roku rozpoczęli terror wobec socjalistów, republikanów, a nawet członków prawicowej partii ludowej (Partito Popolare). Rozżaleni klęską w wyborach z października 1919 roku (zdobyli zaledwie 4 tys. głosów w skali kraju), wykorzystując bierność policji i wojska wobec narastającej fali strajków wyrzucali z fabryk przywódców robotniczych, dokonywali zamachów, wrzucali bomby do lokali partii socjalistycznej i organizacji zawodowych. W prowincji Emilia właściciele ziemscy wykorzystali faszystów do tłumienia rozruchów chłopskich. Najpopularniejszą formą poniżania przeciwników jaką stosowali faszyści, było zmuszanie do wypijania dużej ilości rycyny i publiczne oczekiwanie na efekty. Gdy w 1920 roku, doszło do strajków przemysłowych i wystąpień lewicowych, określanych jako „czerwone lata”. Mussolini w tym czasie sprzymierzył się z przemysłowcami a bojówki atakowały strajkujących, którzy według faszystów mieli być ich głównym wrogiem, socjalistami, w imię zachowania porządku. W tej sytuacji Mussolini postanowił wykorzystać okazję i gwałtownie porzucił wczesny populistyczny i republikański program, przesuwając się na pozycję coraz bardziej antysocjalistyczne. Faszystowska milicja, popierana przez klasy bogatsze i dużą część aparatu państwowego, którzy widzieli w niej zapewnienie ładu i porządku, rozpoczęła brutalną ofensywę przeciwko syndykalistom oraz wszystkim partiom politycznym o rodowodzie socjalistycznym. Miało to miejsce zwłaszcza na północy Włoch i przyniosło wiele ofiar.
Faszyści i tradycyjne ruchy włoskiej prawicy znalazły się w jednym bloku, łączył je cechy takie jak; pogarda wobec marksizmu, świadomości klasowej i poparcie dla elitaryzmu, ruchy prawicowe chciały wspólnymi siłami zniszczyć Włoską Partię Socjalistycznę. Faszyści zrewidowali część radykalnych poglądów, porzucili ekonomiczne postulaty bliskie populizmowi, chęć wprowadzenia republiki i świeckości. Zamiast tego zaoferowali postulaty wolnorynkowe, klerykalne i monarchistyczne. Faszyzm propagował wartości uważane za rodzinne m.in. zmniejszenie liczby pracujących kobiet (miały się stać matkami). Faszyzm znajdował się w wśród ruchów reakcjonistycznych, faszyści starali się jednak utrzymać przy tym rewolucjonizm, faszyści ograniczyli stopniowo rewolucyjne postulaty, trzymając się złotego środka który miał im zapewnić wyborców konserwatywnych i narodowo-syndykalistycznych. Angelo Oliviero Olivetti mówił: „Faszyzm chciałby być konserwatywny, ale będzie [nim] przez bycie rewolucjonistą”.
Faszyści dużo zyskali przechodząc w prawą stronę, wcześniej liczyli około tysiąca członków w 1921 roku zwiększyli liczbę członków do 250.000. Rząd nie reagował na rozruchy faszystowskie. Powszechnie uważano, że faszyzm z braku programu i określonego poparcia społecznego ma charakter zjawiska emocjonalnego, a nie politycznego. W wyborach z 21 kwietnia 1921 roku faszyści stosując nielegalne metody zdobyli 36 mandatów (na 500) w parlamencie. Pierwsze wystąpienie Mussoliniego w parlamencie 25 czerwca 1921 roku cechowała arogancja i pewność siebie będąca świadectwem jego bezkarności. Na trzecim zjeździe fasci (7–9 listopada 1921) przekształcono w jednolitą partię o nazwie Narodowa Partia Faszystowska (Partito Nazionale Fascista). Partia dzieliła się na organizacje prowincjonalne i okręgowe. Wszystkich szefów mianował Mussolini jako Duce (wódz). Oddziały „czarnych koszul” miały własne symbole (rózgi liktorskie wzorowane na starorzymskich fascesach), pieśni („Giovinezza” – „Młodość”), gesty (pozdrowienie przez podniesienie ręki i zawołanie: „A noi!” – „Z nami!”). Opiewano kult przemocy fizycznej: „Ażeby przesączyć w stwardniałe mózgi nasze idee, musieliśmy zmiękczać czerepy uderzeniami kija”. Działalność bojówek faszystowskich (squadri d’azione) polegająca na prześladowaniu działaczy socjalistycznych i akcji łamistrajkowej przyniosła im poparcie ze strony części warstw posiadających. Odpowiedzią na te działania było powstanie m.in. antyfaszystowskiej organizacji Śmiałków Ludu.
Dążąc do władzy Mussolini likwiduje w listopadzie 1921 roku frakcję lewicową Dino Grandiego w partii i zjednuje sobie przemysłowców zapowiedzią totalnego liberalizmu w gospodarce. Odstępuje też od antyklerykalizmu, co powoduje wycofanie poparcia Piusa XI dla Włoskiej Partii Ludowej. Mussolini wykorzystywał strach przed rewolucją komunistyczną, pragnąc znaleźć drogę dla zjednoczenia pracy i kapitału w celu uchronienia przed rozpętaniem wojny klas.
W 1922 roku faszystowskim bojówkarzom udało się zająć kilka miast na północy, atakowali w nich lokale partii socjalistycznych i domy działacze lewicy. W Cremonie faszyści zaatakowali siedziby katolickich i socjalistycznych związków zawodowych. W Trydencie i Bolzano narzucili miejscowym Niemcom przymusową italianizację.
20 października 1922 roku Mussolini wygłosił słynną mowę programową w Udine, w której zapowiedział podjęcie walki o zdobycie władzy. Pokaz sprawności faszystów miał miejsce w Neapolu, do którego przybył sam duce w czarnej koszuli przepasanej szarfą w barwach Rzymu. 24 października 1922 roku podczas wystąpienia w teatrze San Cario powiedział wprost: „Dążymy do rządzenia narodem (...) Albo dadzą nam władzę, albo ją weźmiemy, zbiegając się do Rzymu i chwytając za gardziel nędzną klasę panujących polityków”. Faszyści skupili się na zajęciu Rzymu, decyzja ta została podjęta 26 października 1922 roku. Z 200 tys. „czarnych koszul” ok. 14 do 33 tys. ruszyło 28 października do stolicy. Faszyści zajęli trzy kluczowe miejsca wokół miasta. Rząd włoski na czele z lewicową koalicją był coraz bardziej podzielony i nie mógł reagować na faszystowskie prowokacje. Emanuel III aby zażegnać w Rzymie kryzys wezwał do siebie Mussoliniego a 30 października wręczył mu nominację na urząd premiera. Akcja ta nazwana została przez faszystów jako „marsz na Rzym”'. Premier Luigi Facta proponował królowi wprowadzenie stanu wyjątkowego. Mussolini niepewny wyniku zabarykadował się w Mediolanie w redakcji swojej gazety. Jednak król Wiktor Emanuel III jeszcze przed przybyciem pierwszych bojówek do stolicy 29 października 1922 roku powierzył Mussoliniemu misję sformowania rządu. W ciągu 24 godzin rozwieziono faszystów do ich rodzinnych miejscowości. Król, nie chcąc konfrontacji z faszystowską milicją (pomimo tego, iż była ona słabo uzbrojona i zorganizowana) i pragnąc uniknąć rozlewu krwi, zdecydował mianować Mussoliniego premierem. Miał on wówczas poparcie tylko 22 deputowanych do włoskiego parlamentu. W tym czasie król miał kontrolę nad siłami zbrojnymi – gdyby chciał, mógłby zgnieść siły faszystowskie, nie uczynił jednak tego. Marsz na Rzym przyniósł faszystom uwagę za granicą. Jednym z pierwszych zwolenników nowego nurtu został Adolf Hitler, który razem z Erichem Ludendorffem, w listopadzie 1923 roku, dokonał nieudanego puczu w Monachium. Pucz wzorowany był na marszu na Rzym.

## Rządy Mussoliniego
Faszystowskie państwo Mussoliniego powstało ponad dekadę przed dojściem Hitlera do władzy (1922 rok – Marsz na Rzym). Sam ruch był reakcją na klęskę ekonomiki leseferyzmu i efektem strachu przed komunizmem. Pod sztandarem autorytarnej i nacjonalistycznej ideologii Mussolini był w stanie eksploatować te obawy, jak również nastroje powojennej depresji, strach przed coraz bardziej zmilitaryzowaną lewicą i odczucia narodowej hańby i upokorzenia (związane z włoskim „okaleczonym zwycięstwem” w pierwszej wojnie światowej). Niespełnione nacjonalistyczne aspiracje Włochów osłabiły popularność liberalizmu i konstytucjonalizmu pośród wielu warstw społecznych. Dodatkowo, demokratyczne instytucje nigdy nie zakorzeniły się w ludzkiej świadomości i były traktowane jako obce i niepotrzebne. Mussolini ze swoim faszyzmem wypełnił polityczną lukę – jego ruch sprawiał wrażenie jakby odnalazł „trzecią drogę” pomiędzy liberalizmem a marksizmem.

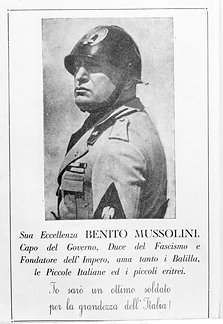
Plakat propagandowy z podpisem „Jego Ekscelencja Benito Mussolini, Głowa Rządu, Przywódca Faszyzmu i Twórca Imperium...”

Pierwsze lata rządów Mussoliniego jako premiera charakteryzowały się działaniem koalicji rządowej złożonej z nacjonalistów, liberałów i populistów, Mussolini nie miał bowiem wówczas większości. Swoje rządy Mussolini rozpoczął od chełpliwego przemówienia w parlamencie: „Jestem tu po to, aby obronić i podnieść do najwyższej potęgi rewolucję <czarnych koszul>. Mogłem przemienić tę szarą i głuchą salę w żołnierski biwak. Mogłem zabarykadować parlament. Mogłem, ale nie chciałem.” Mimo tej zapowiedzi rząd Mussoliniego uzyskał votum zaufania i nadzwyczajne pełnomocnictwa (306 głosów za, 107 przeciw, 7 wstrzymało się od głosu). Wkrótce po dojściu do władzy Mussolini powołał Wielką Radę Faszystowską (Gran Consilio Fascista) – najwyższy organ w hierarchii faszystowskiej. Radzie podlegał mianowany przez nią Dyrektoriat Narodowy, czyli centralny organ partii. W skład Rady wchodzili ministrowie i wiceministrowie – członkowie partii faszystowskiej, generałowie milicji, kierownicy organizacji terenowych oraz osoby powoływane przez Mussoliniego. Dyrektoriatowi Narodowemu podlegały Urząd Prasy i Urząd Propagandy.
Faszystom ułatwiła rządy dobra koniunktura gospodarcza lat 1922–1929. Początkowo realizowano reformy zgodne z duchem liberalizmu ekonomicznego: zmniejszono podatek od nabywania praw majątkowych, prowadzono też politykę rewaluacji i stabilizacji lira zainicjowaną w 1925 roku przez ministra finansów hr. Giuseppe Volpiego. Rozpoczęto też tzw. „batalię o zboże” – politykę samowystarczalności żywnościowej. Rozwój przeżywał przemysł samochodowy (w 1926 roku wyprodukowano 60500 samochodów – turyński Fiat) i chemiczny. Rząd realizował liberalne reformy pod kierownictwem liberalnego gospodarczo, ministra Alberto De Stefaniego z ramienia partii faszystowskiej. Na podstawie dekretu z dnia 3 grudnia 1922 roku rząd otrzymał pełnomocnictwo na mocy którego zreorganizował administrację publiczną, ograniczył funkcję państwa i wydatki. Na skutek dekretu faszyści przeprowadzili szereg prywatyzacji i w 1923 zlikwidowali monopol państwa na ubezpieczenia czy niektóre sektory produkcji. W 1924 sprywatyzowano większość linii telefonicznych, choć przedstawiciele prywatnych firm z tej branży proponowali tworzenie spółek mieszanych, Mussolini narzucił im całkowitą prywatyzację w efekcie czego zysk państwa z telekomunikacji spadł z 87,4% do 31,1%. Rok później sprywatyzowano największe włoskie przedsiębiorstwo przemysłu maszynowego Ansaldo. Kampania ta była jedną z pierwszych kampanii prywatyzacyjnych na całym świecie. Było to zgodne ze wcześniejszymi zapowiedziami Mussoliniego, który stwierdził jeszcze przed objęciem władzy: „Państwo musi mieć policję, sądownictwo, armię i politykę zagraniczną. Cała reszta, nie wyłączając szkolnictwa średniego, powinna znowu być przedmiotem prywatnej działalności jednostek. Aby ratować Państwo, należy znieść Państwo Kolektywistyczne”. W listopadzie tego samego roku dodał, że sprawiedliwe państwo „nie jest Państwem monopolistycznym, Państwem biurokratycznym, ale takim, które ogranicza się do funkcji całkowicie niezbędnych”. Rząd zrównoważył budżet, dokonał głębokich cięć służby cywilnej. W sferze politycznej ograniczono na pewien czas represyjną działalność policji. Bezrobocie uległo zmniejszeniu. Ożywienie gospodarcze i poparcie warstw, którym przynosiło to korzyści pozwoliło zlikwidować resztki państwa liberalnego. Próbę utrwalania autorytarnych rządów rozpoczęto od ustawy Acerbo, która w praktyce miała zapewnić faszystom większość miejsc w parlamencie. Ustawa proponowała aby partia czy koalicja, która zdobędzie więcej niż 25% głosów, otrzymywała automatycznie większą liczbę mandatów. Dzięki wewnętrznej polityce przemocy, terroryzmowi politycznemu i zastraszaniu, faszyści uzyskali w wyborach większość. Kampania wyborcza obfitująca w liczne akty terroru przyniosła 6 czerwca zwycięstwo faszystom. Socjaliści uzyskali 46 mandatów, a komuniści 19.
Od 1925 roku do połowy lat 30., faszyzmowi udało się zmarginalizować i odizolować opozycję, złożoną m.in. z komunistów takich jak Antonio Gramsci, socjalistów takich jak Pietro Nenni czy liberałów (Piero Gobetti i Giovanni Amendola). W styczniu 1923 roku (po rozwiązaniu w grudniu gwardii królewskiej) powołał Mussolini zbrojny organ partii faszystowskiej Milizia Volontaria della Sicurezza Nazionale (MVSN, Ochotnicza Milicja Bezpieczeństwa Narodowego). Rok 1923 przyniósł nową falę ograniczeń demokracji. W kwietniu 1923 roku usunięto z rządu ministrów popolarów, a 15 lipca 1923 roku uchwalono nową, niedemokratyczną ordynację wyborczą. Wprowadzała ona w Izbie Deputowanych 536 miejsc i czyniła z całego kraju jeden okręg wyborczy. Partia, która uzyskałaby największą liczbę głosów, przy czym nie mniej niż 25%, otrzymywałaby 2/3 miejsc w parlamencie. Pozostała 1/3 miała być rozdzielana proporcjonalnie do liczby głosów pomiędzy pozostałe partie.
W nowym parlamencie socjalista Giacomo Matteotti 30 kwietnia 1924 roku wygłosił słynną mowę, w której oskarżył faszyzm o zbrodnie i gwałty wyborcze i domagał się unieważnienia wyborów. 10 czerwca 1924 roku został porwany i zasztyletowany przez grupę faszystów pod wodzą Amerigo Duminiego, jednego z szefów tajnej policji. Dopiero 15 sierpnia odnaleziono zwłoki posła w podrzymskiej miejscowości Quartarella. W wyniku zbrodni, parlament opuściła większość posłów mniejszości parlamentarnej liberałów i lewicowców na czele z Giovannim Amendolim, posłowie zebrali się na Montercitorio oświadczając jednocześnie, że dopóki sprawcy nie zostaną wykryci i ukarani nie powrócą oni do parlamentu. Odejście to znane jest jako secesja awentyńska. 3 stycznia 1925, Mussolini wprowadził pełną odpowiedzialność rządu włoskiego w stosunku do jego osoby i zdymisjonował parlament. W przeciągu czterech lat faszystom udało się zakorzenić totalitarny system. Posłowie opozycji odmawiano dostępu do parlamentu, rząd wprowadził cenzurę a według dekretu z grudnia 1925, Mussolini był odpowiedzialny wyłącznie przed królem. Nie pomogły protesty posłów, ani próba dokonania secesji awentyńskiej.
17 stycznia 1925 roku uchwalono nową faszystowską ordynację wyborczą. Zasadniczym celem Mussoliniego stała się teraz faszyzacja kraju. Aby to osiągnąć trzeba było stworzyć wrażenie zagrożenia i uzyskać nadzwyczajne uprawnienia dla rządu. Pretekstem stały się zamachy na Mussoliniego. 25 listopada 1925 roku wykryto próbę zamachu socjalisty Tito Zaniboniego. Później okazało się, iż karabin z lunetą dostarczył mu faszystowski prowokator. Zaniboni został skazany na 30 lat pozbawienia wolności. Drugiego zamachu dokonano 7 kwietnia 1926 roku. Kiedy Mussolini udawał się do Libii, strzeliła do niego w porcie, lekko raniąc go w nos, obywatelka Irlandii Violet Gibson. Niezrównoważoną damę deportowano z Włoch. Kulisy zamachu nie zostały wyjaśnione, a jego bohaterka spędziła resztą życia w zakładzie dla psychicznie chorych (zmarła w 1956 roku). 11 września 1926 roku anarchista Gino Lucetti przybyły z Paryża na skutek prowokacji rzucił bombę na samochód Mussoliniego. Skazano go na dożywotnie więzienie.
Wreszcie 31 października 1926 roku szesnastoletni anarchista Anteo Zamboni oddał kilka strzałów do samochodu duce w Bolonii. Zamachowiec został zastrzelony na miejscu, a jego rodzice skazani na 30 lat pozbawienia wolności jako moralnie odpowiedzialni. Istnieje podejrzenie, że i ten zamach był przygotowany w celach propagandowych.
Rząd zakazał literatury na temat antykoncepcji, a w 1926 roku faszyści podnieśli kary za aborcję, określając aborcję i antykoncepcję jako zbrodnie przeciwko państwu. W 1929 roku po tym jak reżim podpisał z Kościołem katolickim konkordat (traktaty laterańskie), zyskał sobie poparcie i błogosławieństwo Kościoła. Papież Pius XI publicznie uznał Mussoliniego za „człowieka zesłanego przez Opatrzność”, a dzięki poparciu księży namawiających parafian aby na niego głosowali, uzyskał w wyborach około 98% głosów. Według traktatu Włochy przyznały suwerenność Watykanowi oraz wydały Kościołowi rekompensatę finansową za zajęcie ziem kościelnych w XIX wieku przez włoski rząd liberalny. Papież wyraził zgodę na rozwiązanie Włoskiej Partii Ludowej. Otrzymał terytorium o powierzchni 44 ha, stanowiące suwerenne państwo – Citta del Vaticana. Religia katolicka miała być religią państwową. Osobę papieża uznano za świętą i nietykalną. Stolicy Apostolskiej przyznano prawo przyjmowania i wysyłania przedstawicieli dyplomatycznych. Zagwarantowano swobodny przejazd mieszkańców Watykanu przez państwo włoskie i uregulowano sprawę kolei i wodociągów. Poza tym Włochy zobowiązywały się do pewnych świadczeń finansowych na rzecz papieża. W zamian kuria rzymska uznała kwestię rzymską za zamkniętą, uznając także Królestwo Włoch ze stolicą w Rzymie i panującą dynastią sabaudzką.
Prasa faszystowska wykorzystała te wydarzenia głosząc, że czas położyć kres terroryzmowi. W grudniu 1925 roku uchwalono ustawę o kompetencjach szefa rządu. Miał mu podlegać parlament, rząd, sądownictwo i partia. W listopadzie 1926 roku wydano ustawy specjalne zwiększające jeszcze uprawnienia rządu. Nastała dyktatura. Po nieudanych próbach stworzenia koherentnego programu, faszyzm włoski ewoluował w kierunku nowego politycznego i ekonomicznego systemu łączącego w sobie korporacjonizm, totalitaryzm, nacjonalizm i antykomunizm w państwie stworzonym po to, aby zjednoczyć wszystkie klasy w systemie kapitalistycznym. Był to jednakże kapitalizm nowego typu – taki, w którym państwo zachowywało kontrolę nad organizacjami ważnych dla niego gałęzi przemysłu. Pod sztandarami nacjonalizmu i siły państwa, faszyści dążyli do połączenia rzymskiej przeszłości z futurystyczną utopią. Posłów z grupy awentyńskiej pozbawiono mandatów. Rozwiązano wszystkie partie poza faszystowską. Do zwalczania przeciwników powołano Specjalny Trybunał, którego sędziami byli członkowie milicji faszystowskiej, a rozprawy odbywały się tajnie. Przywrócono karę śmierci. 31 grudnia 1926 roku rząd otrzymał prawo wydawania dekretów z mocą ustawy. Ponurą sławę zdobyła utworzona w 1927 roku OVRA (Organizzazione Volontaria per la Repressione deII’Antifascismo, Ochotnicza Organizacja do Walki z Antyfaszyzmem). Na mocy uchwalonych w 1927 roku ustaw o bezpieczeństwie państwa zdelegalizowano całą niefaszystowską prasę i organizacje społeczne. Rada Faszystowska składała się teraz tylko z ludzi mianowanych przez duce.
17 maja 1928 roku pojawiła się nowa ordynacja wyborcza, która przyniosła likwidację resztek parlamentaryzmu. Liczbę posłów ustalono na 400. Kandydatów miały wyznaczać korporacje w liczbie 200% miejsc w parlamencie. Z tych kandydatów Wielka Rada Faszystowska wybierała 400 i podawała do publicznej wiadomości. W 3 tygodnie po ogłoszeniu listy odbywało się głosowanie. Każdy otrzymywał kartę zaopatrzoną w rózgi liktorskie i topór (godła faszystowskie) z pytaniem: „Czy zatwierdza pan listę posłów wyznaczonych przez Wielką Narodową Radę Faszystowską?” Należało napisać słowo: „tak” lub „nie”. Reszta należała do faszystowskich komisji wyborczych. Ostatecznie w 1939 roku Mussolini zniósł parlament zastępując go fikcyjnym organem pod nazwą Izba Związków i Korporacji. W 1929 powstała podziemna antyfaszystowska organizacja Giustizia e Libertà.
W latach 20. Włochy prowadziły agresywną politykę zagraniczną. Dokonano ataku na grecką wyspę Korfu, poszerzono terytorium kraju na Bałkanach, rząd planował wojnę z Turcją i Jugosławią, jednocześnie przeprowadzając próby wywołania w Jugosławii wojny domowej (poprzez wspieranie chorwackich i macedońskich separatystów) i objęcie w 1927 roku protektoratem Włoch, Albanii. Faszyści włoscy porzucili prowadzoną przez poprzednie rządy liberalną politykę w koloniach, opartą na współpracy z liderami lokalnymi. Faszyści rozpoczęli politykę według której Włosi mieli być rasą nadrzędną a „gorsi” Afrykanie zostali pozbawieni praw. Rząd dążył do osiedlenia w Libii od 10 do 15 milionów Włochów. W rezultacie agresywnych kampanii pacyfikacyjnych kraju, w tym masowych mordów, wywołania głodu i działalności obozów koncentracyjnych, zginęły tysiące Libijczyków. Władzę zobowiązały się do czystki etnicznej, wydalono 100 tys. Beduinów, połowę ludności Cyranejki, na miejsce rdzennej ludności trafić tam mieli włoscy osadnicy.

### Korporacjonizm
Jedną ze specyficznych cech ustroju faszystowskiego był korporacjonizm. Twierdzono, że we Włoszech nie występuje zjawisko walki klasowej, że jest jedność narodowa. Przyjmując tezę o zgodności interesów pracowników i pracodawców rozwiązano dotychczasowe związki zawodowe (Powszechna Konfederacja Pracy) i utworzono korporacje, czyli związki poszczególnych zawodów, zrzeszające zarówno pracowników, jak i właścicieli. Twórcą idei korporacyjnej był Edmondo Rossoni. W 1926 stworzył Narodową Radę Korporacji, podzieloną na gildie pracodawców i pracowników, jak również na 22 sektory ekonomiczne. Poszczególne gildie były reprezentowane w izbie korporacji przez triady złożone z przedstawicieli robotników, zarządzających i Narodowej Partii Faszystowskiej. Razem mieli oni planować poczynania w wielu aspektach ekonomicznych, dla dobra wspólnego. Ruch ten wspierany był przez mały kapitał, biurokratów niskiego szczebla i klasę średnią, którzy to czuli się zagrożeni przez wzrost siły socjalistów. Sukcesem faszyzmu było także stosunkowo duże poparcie jakiego udzielili mu mieszkańcy obszarów wiejskich, zwłaszcza rolnicy, jak również miejskich, tzw. lumpenproletariat.
W 1925 zgodnie z paktem Palazzo Vidioni, stowarzyszenie włoskich przedsiębiorców faszystowskich Confindustria i związki zawodowe o profilu faszystowskim uzgodniły między sobą, że będą jedynymi reprezentantami pracowników i pracodawców, eliminując tym samym związki niefaszystowskie. Utworzono ministerstwo korporacji, gospodarkę podzielono na 22 sektory korporacji i zakazano strajków. W 1927 powołano Kartę Pracy która dyktowała obowiązki i prawa pracownika oraz powołała specjalne trybunały do rozwiązywania sporów w pracy. Nastąpiło przenikanie się państwa, partii i korporacji. Korporacje sektorowe w praktyce kontrolowane były przez reżim za pośrednictwem faszystowskich organizacji pracowniczych a bardzo często nie zarządzali nimi sami pracownicy, lecz powołani przez partię faszystowską działacze polityczni.
Stosunki pracy i zasady organizacji korporacyjnych uregulowała ustawa z kwietnia 1926 roku. Wszystkie korporacje podlegały 6 konfederacjom (przemysłu, rolników, kupców, transportu morskiego i powietrznego, banków). Całość podlegała Ministerstwu Korporacji (od lipca 1926). Początkowo ministrem korporacji był Mussolini. Drugim ministrem korporacji został Giuseppe Bottoi. Po kryzysie lat 1929–1933 państwo przejęto kontrolę nad znaczną częścią gospodarki. System korporacyjny i włoska polityka społeczna wzbudzały zainteresowanie wielu krajów.

### Budowa społeczeństwa faszystowskiego

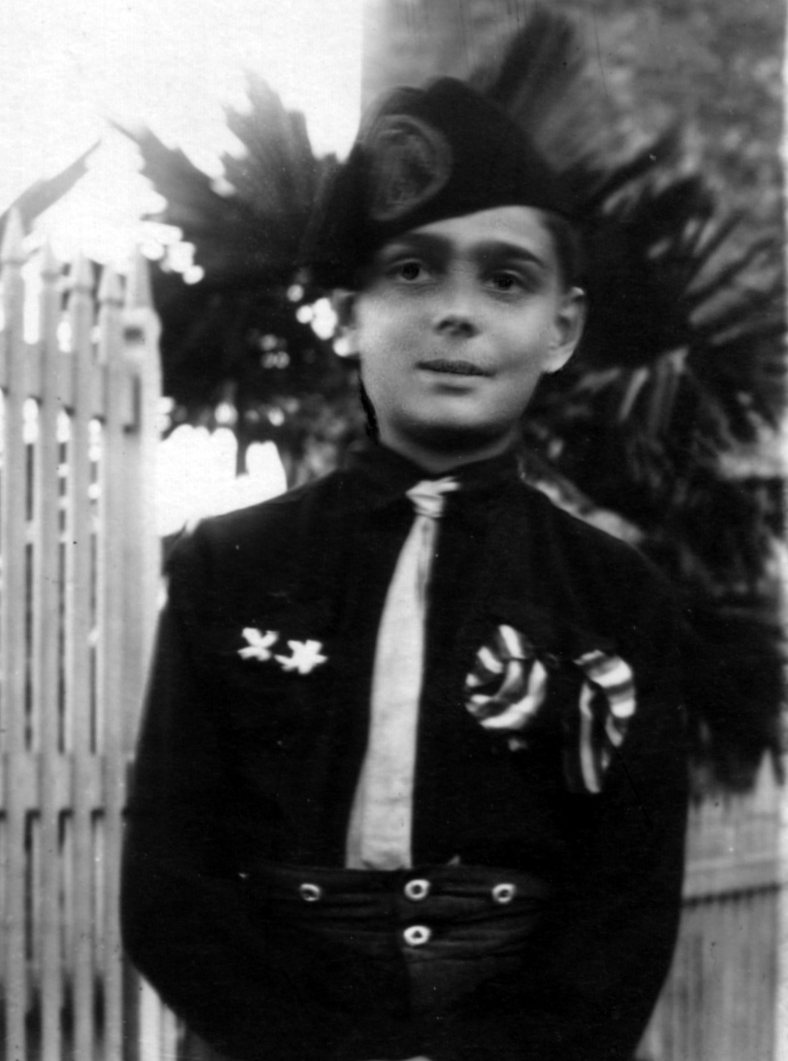
Chłopiec z Opera Nazionale Balilla – faszystowskiej organizacji młodzieżowej.

Sprawami wypoczynku zajmowała się specjalna organizacja Dopolavoro (Po pracy). Organizowała wczasy pracownicze, tworzyła obiekty kulturalne i sportowe, placówki opieki społecznej jednocześnie wpływając na wychowanie społeczeństwa w duchu faszystowskim. W ramach polityki socjalnej zainicjowano opiekę nad matką i dzieckiem (1925 – pierwsza w świecie Organizacja Opieki nad Matką i Dzieckiem). Otwierano poradnie dla kobiet i dzieci, zakłady dla matek samotnych, jadłodajnie, żłobki, organizowano rozdawnictwo mleka. Jeżeli kobieta z prowincji chciała urodzić dziecko w Rzymie, otrzymywała bezpłatny bilet do stolicy. Zatriumfowało hasło Mussoliniego: „Rozmnażajcie się i wzbogacajcie kraj”. Dla małych dzieci zakładano przedszkola i ogródki jordanowskie. Mussolini niejednokrotnie napominał gubernatorów, jeśli liczba zgonów przewyższała liczbę urodzin. Na próby protestu odpowiadał: „Nie tyle choroby są tu winne, ile głupi lekarze”. Starano się też o odpowiednią edukację dziewcząt, przyszłych matek faszystowskich. W tym celu utworzono żeńską akademię w Orvieto w Umbrii. Uczono tam m.in. gospodarności i ćwiczeń fizycznych. Faszystowskie wychowanie było też celem dziecięcej organizacji „Balilla”. Organizowano oddziały na wzór wojskowy w organizacyjnych strojach (czarne koszule z niebieskimi krawatami, krótkie zielone spodenki i berety z czarną kitą). Do ćwiczeń wojskowych używano specjalnie wykonanych małych karabinów. W Balilli wychowywali się dwaj synowie Mussoliniego – Vittorio i Bruno.
Faszyzacja objęła też naukę i kulturę. W 1931 roku wszyscy profesorowie wyższych uczelni musieli złożyć przysięgę na wierność faszyzmowi, o ile chcieli pozostać na stanowiskach. Podjęto też jednak i znaczące prace. Przebudowano Rzym otwierając arterie komunikacyjne wiodące do centrum miasta, inicjując jednocześnie wielkie prace wykopaliskowe (odkopano cyrk Nerona i teatr Marcellusa). Zniszczono przy tym cenne zabytki architektury średniowiecznej, ale Rzym niewątpliwie skorzystał na komunikacji. Oddziaływanie na kulturę nie miało totalitarnego charakteru. Przetrwało niemało czasopism literackich i artystycznych dalekich od faszyzmu. W filmie pojawił się nowy nurt – neorealizm włoski. Debiutowali Luchino Visconti, Giuseppe De Santis, Michelangelo Antonioni. Rozpoczynała się sława literacka Alberto Moravii.
W gospodarce wysunięto hasło autarkii (samowystarczalności). Podejmowano też starania o zahamowanie odpływu kapitałów obcych i fachowców. Najważniejszym osiągnięciem stało się osuszenie i zagospodarowanie Błot Pontyjskich (Agro Pontino, ok. 80 km na południe od Rzymu; obszar o pow. 60 tys. ha) w latach 1931–1937, o co od wieków zabiegali papieże, a czego ostatnia próba z 1899 nie powiodła się z braku środków technicznych. Były to szczególnie niezdrowe obszary z powodu malaryczności. Najpierw wypuszczono do rozlewisk specjalne gatunki ryb z Meksyku żywiące się larwami komarów, a potem przystąpiono do prac melioracyjnych, w wyniku których pozyskano teren, na którym utworzono miasto Littoria oraz osiedlono 75 tys. osób. Wielkie prace pozwoliły zmniejszyć bezrobocie i założyć 5 nowych gmin (liczba ludności wzrosła z 5 tys. do 26 tys.). Jednak wzrost gospodarczy został zagrożony przez wprowadzenie sankcji gospodarczych na Włochy, spowodowane włoską inwazją na Etiopię w 1935 roku, jak również przez kosztowną pomoc finansową, jaką rząd Mussoliniego udzielał nacjonalistom Franco w Hiszpanii. W 1929 roku faszyści odnieśli nowe zwycięstwo wyborcze. Na jedną (innych list nie było) faszystowską listę padło 8.506,576 głosów, przeciw było 136.198 obywateli.

### Inwazja na Etiopię
W maju 1936 roku miało miejsce proklamowanie powstania Cesarstwa Włoskiego, a w 1935 Włosi zaatakowali Etiopię. W jej trakcie wojska włoskie dopuściły się szeregu zbrodni, takich jak używanie broni chemicznej (gaz musztardowy i fosgen) czy też wprowadzenie faktycznego niewolnictwa na terenach okupowanych w celu zwalczenia oporu.
Siły zbrojne użyły sporego arsenału granatów i bomb wypełnionych gazem musztardowym, które zrzucano z samolotów. Chemikalia były również rozpylane podobnie jak środki owadobójcze, na wrogie jednostki i cywilów. Sam Mussolini wydał rozkaz ich użycia: „Rzym, 27 października '35. A.S.E. Graziani. Użycie gazu jest ultima ratio w celu przezwyciężenia oporu wroga i w wypadku kontrataku jest zatwierdzone. Mussolini.” Praktyki te próbowano utrzymać w tajemnicy, ale zbrodnie faszystowskie zostały ujawnione całemu światu przez Międzynarodowy Czerwony Krzyż i innych zagranicznych obserwatorów. Włoską reakcją na te rewelacje były „omyłkowe” bombardowania (przynajmniej 19 razy) namiotów Czerwonego Krzyża w obozach etiopskich. Rozkazy wydane przez Mussoliniego względem Etiopczyków były jasne: „Rzym, 5 czerwca 1936. A.S.E. Graziani. Wszyscy rebelianci wzięci do niewoli muszą zostać zabici. Mussolini.” W innych swoich poleceniach dyktator nakazywał przeprowadzenie eksterminacji rebeliantów i całej populacji oraz prowadzenie polityki terroru. Włosi zakładali także obozy pracy, przeprowadzali publiczne egzekucje i okaleczali ciała zabitych wrogów. Graziani polecał zabijać schwytanych partyzantów poprzez wyrzucenie z samolotu w czasie lotu. Wielu włoskich żołnierzy fotografowało się obok trupów zwisających z drzew bądź z przypiętymi na klatkach piersiowych obciętymi głowami swoich wrogów. W 1937 roku miał miejsce nieudany zamach na generała Grazianiego, obok którego wybuchła bomba. W odpowiedzi trzydziestu obecnych na uroczystości Etiopczyków zostało wbitych na pal, a faszystowska milicja rozpoczęła rzeź na ulicach Addis Abeby. Później Czarne Koszule otwierały także ogień w kierunku domów chcąc zmusić w ten sposób ich mieszkańców do ich opuszczenia, a następnie organizowali masowe egzekucje 50-100 osób.

### II wojna światowa
Międzynarodowa izolacja i wspólne zaangażowanie w Hiszpanii, spowodowało zacieśnianie się dyplomatycznej współpracy faszystowskich Włoch i nazistowskich Niemiec. Odbijało się to m.in. w wewnętrznej polityce reżimu faszystowskiego – 1 września 1938 roku uchwalono pierwsze antysemickie prawa. Od tego czasu i od publikacji Manifesto degli scienziati razzisti (Manifestu Rasizmu Naukowego), napisanego w 90% przez samego Mussoliniego, faszyzm nabrał cech zdecydowanie antysemickich.
Arturo Bocchini, szef policji, został poinformowany 26 maja 1940 r., że Mussolini życzy sobie utworzenia obozów koncentracyjnych dla Żydów. 15 czerwca 1940 r., pięć dni po przystąpieniu Włoch do wojny po stronie Hitlera, prefekci Królestwa oraz kwestor Rzymu otrzymali rozkaz przeprowadzenia akcji rozstrzeliwania, aresztowania i wysyłania Żydów do obozów koncentracyjnych. Największy włoski obóz koncentracyjny, Ferramonti di Tarsia w Kalabrii, został założony w 1940 r. (pierwszy transport więźniów dotarł tam 20 czerwca) i działał do 10 września 1943 r., kiedy został rozwiązany (14 września przybyły wojska angielskie z Sycylii).
Rozpoczęcie włoskiego udziału w wojnie po stronie Niemiec (10 czerwca 1940) doprowadziło do klęski militarnej i utraty północnych i wschodnich kolonii w Afryce. Amerykańsko-brytyjsko-kanadyjska inwazja rozpoczęła się w lipcu 1943 roku na Sycylii, a w południowych Włoszech we wrześniu 1943 roku.
Mussolini został odwołany z funkcji premiera przez Wiktora Emanuela III 25 lipca 1943, a następnie aresztowany. Jednak został uwolniony z więzienia we wrześniu przez niemieckich spadochroniarzy pod dowództwem Otto Skorzeny’ego. Został postawiony przez Niemców na czele marionetkowego państwa o nazwie Włoska Republika Socjalna położonego w północnych Włoszech, okupowanych przez III Rzeszę. Oparcie, jakie miał Mussolini w reżimie nazistowskim sprawiło, iż stracił on na popularności pośród Włochów. 28 kwietnia 1945 roku Mussolini został zabity przez włoskich partyzantów komunistycznych.
Po wojnie, pozostałości włoskich faszystów weszły w skład neofaszystowskiego Włoskiego Ruchu Socjalnego (MSI). MSI połączyło się w 1994 roku z konserwatywnymi pozostałościami po Chrześcijańskiej Demokracji i utworzyło Sojusz Narodowy (AN), który jednak deklaruje przywiązanie do takich wartości jak konstytucjonalizm, demokracja parlamentarna i pluralizm.

## Faszystowskie motta i slogany
- Non me ne frega!, „Nie obchodzi mnie to” – motto włoskiego faszyzmu;
- Libro e moschetto – fascista perfetto, „Książka i muszkiet – tworzą faszystę doskonałego”;
- Viva la Morte, „Niech żyje śmierć” – poświęcenie;
- Tutto nello Stato, niente al di fuori dello Stato, nulla contro lo Stato, „Wszystko w Państwie, nic poza Państwem, nic przeciw Państwu”;
- Credere, Obbedire, Combattere, „Wierzyć, Słuchać, Walczyć”